# Labskaus

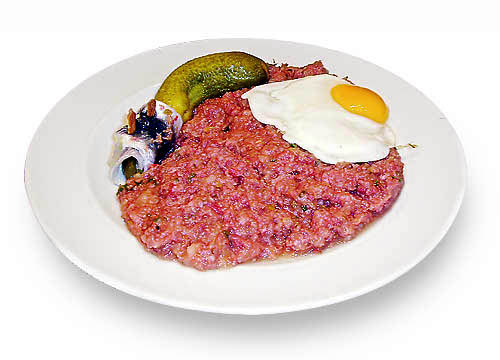
Labskaus con un huevo frito, pepino y unos Rollmops.

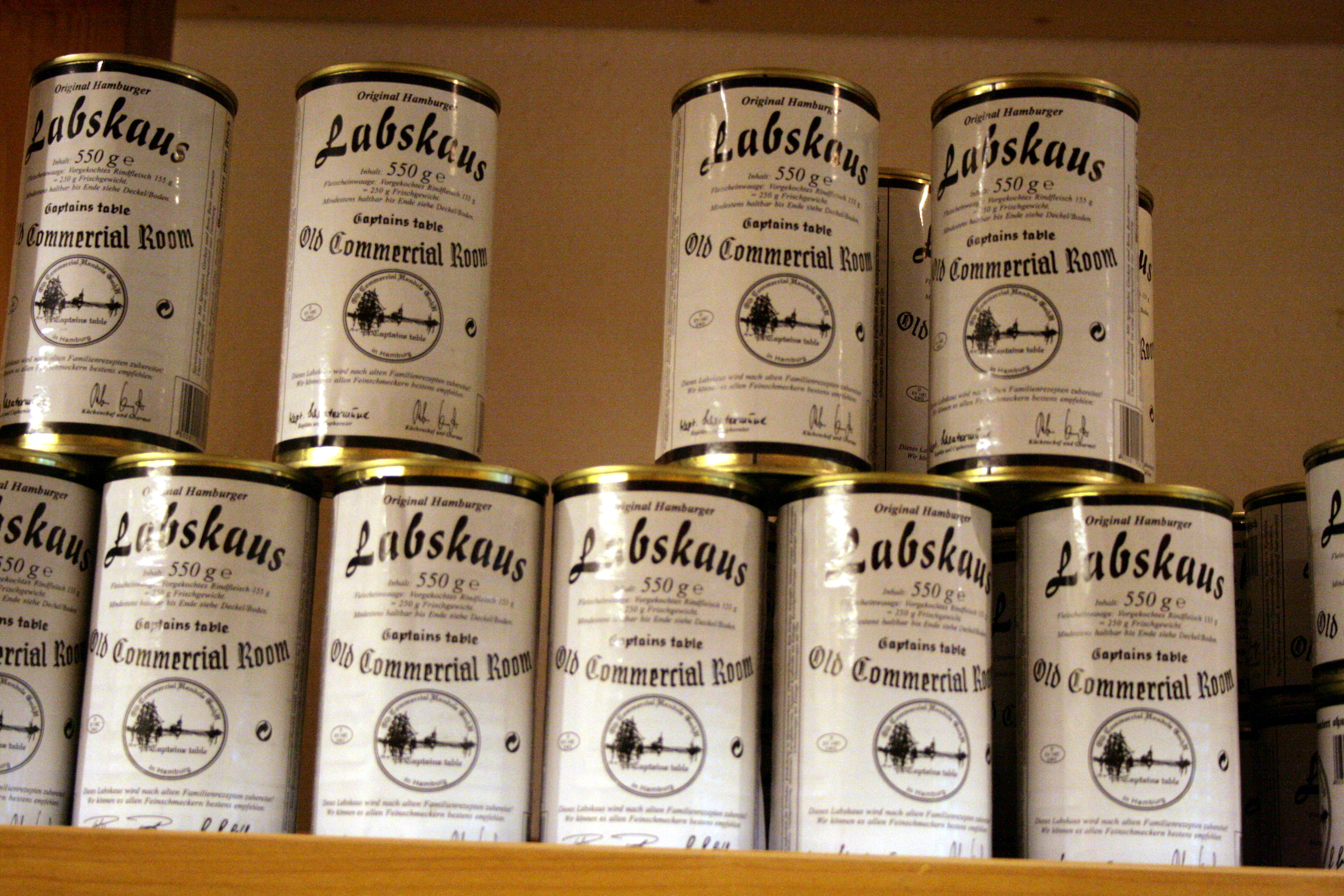
Labskaus en latas de conserva bajo la marca comercial de Hamburgo denominada Old Commercial Room.

El Labskaus (en el siglo XIX procedente del inglés lobscouse, así como "Speise für derbe Männer" (comida para los hombres fornidos) se trata de una especialidad de la gastronomía alemana de la costa del norte. El Labskaus se compone de carne en salazón (Pökelfleisch) o incluso corned beef, patatas, arenque en salmuera (Matjes), cebollas y remolacha.

## Historia
La primera referencia de este plato data del 1701 y era muy popular entonces para los marineros y pescadores que parece se alimentaban de este plato durante sus largas y pesadas travesías, la composición de este plato era el Pökelfleisch (carne en salazón), patatas, cebollas y Speck. Una versión más refinada de este plato es una variante que incluye ingredientes tales como la remolacha, así puede encontrarse en la mayoría de los restaurantes de Schleswig-Holstein (incluyendo la frontera con Dinamarca), Bremen, Hamburgo y el norte de Baja Sajonia.

## Preparación
La preparación clásica de este plato contiene carne de vaca en salazón y un poco de agua cocido todo junto con remolacha, pepino, cebollas y los Matjes (que es el arenque en salazón) todo ello se pasa por una máquina picadora y la pasta se sirve con puré de patata y se aromatiza con nuez moscada y pimienta. Finalmente se sirve junto con unos Rollmops, huevos fritos y algún pepinillo en vinagre así como rebanadas de remolachas encurtidas.

## Variantes

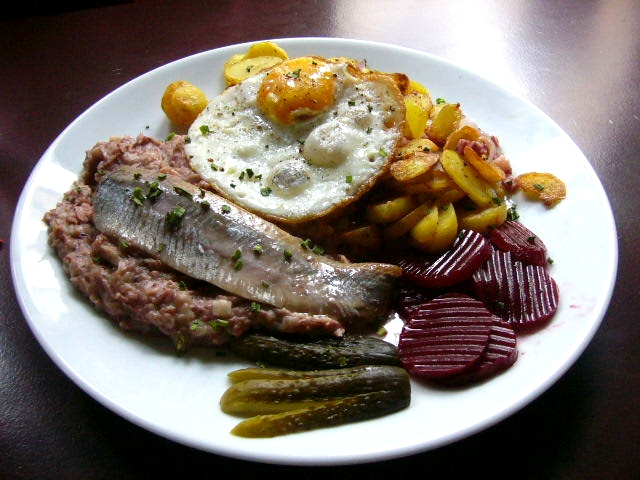
Labskausgericht mit Bratkartoffeln und Matjes, aufgenommen im Café Weichhardt in Biberach/Riß

Existen algunas variantes regionales de este plato tales como la Mecklenburger Labskaus que no lleva carne en salazón, ni pepinos, ni remolacha, existe una receta danesa denominada Dänisches Labskaus (Skipperlabskovs, que se denomina también más popularmente como Gammel danske kaus), esta variante cambia la carne en salazón por carne de ternera fresca o también de cerdo. Se sirve untado en rebanadas de pan de cereales (Mischbrot). 
Se puede obtener Labskaus en latas de conserva bajo la marca comercial de Hamburgo denominada Old Commercial Room.
- Datos: Q6493
- Multimedia: Labskaus / Q6493